# Joe Hatton
Pour les articles homonymes, voir Hatton.
Joseph « Joe » Hatton Gotay, né le 17 mai 1948, à Ponce, à Porto Rico et mort le 1er juillet 2022, est un ancien joueur portoricain de basket-ball. Il évolue durant sa carrière au poste d'ailier. Il est le père de Bobby Joe Hatton.

## Palmarès
- Finaliste des Jeux panaméricains de 1971